# Saving Private Ryan
Saving Private Ryan is een Amerikaanse oorlogsfilm uit 1998 geregisseerd door Steven Spielberg, met in de hoofdrollen Tom Hanks en Matt Damon.
De film is bekroond met vijf Oscars voor onder andere beste geluid en beste regisseur. De film werd zeer goed ontvangen en hij staat hoog in meerdere filmtoplijsten. In de IMDb-top 1000 heeft de film in mei 2020 een score van 8,6 uit 10 en het is daarmee op dat moment de op 24 na hoogstgewaardeerde film ooit gemaakt.
Na afloop van 'Saving Private Ryan' begon Steven Spielberg samen met Tom Hanks aan de productie van de miniserie Band of Brothers over de lotgevallen van een groep paratroopers gedurende de Tweede Wereldoorlog.

## Verhaal
De film begint met de landing in Normandië op D-Day 6 juni 1944. Kapitein Miller moet met zijn manschappen de Duitse vestingen op het Franse strand zien te overwinnen. Na een bloederig gevecht is er een zekere Ryan omgekomen. Terwijl het ministerie van Oorlog brieven aan nabestaanden aan het schrijven is, komt men erachter dat er nog twee broers van deze Ryan zijn omgekomen. Aangezien het broers van elkaar zijn, treedt de speciale regeling in werking dat de laatst overlevende broer, James Ryan, naar huis mag. Het probleem is dat deze James Ryan bij de paratroopers van de 101st Airborne Division ergens in Frankrijk is gedropt. 
Kapitein Miller krijgt de opdracht om soldaat Ryan op te sporen. Onderweg krijgen ze steeds meer de waanzin en gruwelijkheden van oorlog te zien en beginnen ze te twijfelen waarom het leger een groep mensen op pad stuurt om één soldaat te redden.

## Rolverdeling
| Acteur          | Personage                          | Opmerkingen                                                                             |
| --------------- | ---------------------------------- | --------------------------------------------------------------------------------------- |
| Tom Hanks       | Kapitein John Miller               | De leider, manschappen wedden om welk beroep hij uitoefende                             |
| Matt Damon      | Soldaat James Ryan                 | Een jonge soldaat die drie broers heeft verloren                                        |
| Tom Sizemore    | Sergeant Mike Horvath              | Een zeer ervaren onderofficier die zand verzamelt van de stranden die hij veroverde     |
| Barry Pepper    | Soldaat Daniel Jackson             | Een bekwaam scherpschutter met een streng-christelijke achtergrond                      |
| Jeremy Davies   | Korporaal Timothy P. Upham         | Een angstige vertaler zonder enige gevechtservaring                                     |
| Adam Goldberg   | Soldaat Stanley Mellish            | Een cynische soldaat met een joodse achtergrond                                         |
| Edward Burns    | Soldaat Eerste Klas Richard Reiben | Een brutale New Yorkse macho met uitzonderlijke schietvaardigheden en een machinegeweer |
| Vin Diesel      | Soldaat Adrian Caparzo             | Een ongehoorzame ouwe rot                                                               |
| Giovanni Ribisi | Hospik Irwin Wade                  | Een ervaren soldaat die ook dokter is                                                   |

## Historische achtergrond
De echte 'James Ryan' was sergeant Frederick 'Fritz' Niland, die samen met een aantal andere paratroepers van de 101ste te ver landinwaarts werd gedropt tijdens D-Day. Toen Niland terugkeerde bij zijn sectie, hoorde hij dat zijn broers Robert en Preston op 6 en 7 juni waren omgekomen in Normandië en zijn derde broer, Edward, een maand eerder in Birma. Volgens de "Sole Survivor Policy" van het Amerikaanse Ministerie van Oorlog, mocht Niland terugkeren naar zijn ouders in de Verenigde Staten. In tegenstelling tot in de film was er geen lange zoektocht naar Niland, was Niland een sergeant en geen gewone soldaat, was zijn moeder geen weduwe en kreeg ze ook niet alle drie de telegrammen tegelijkertijd. Ook was een van de broers vermist en werd later levend teruggevonden. De twee gesneuvelde broers liggen begraven in Normandië op het Amerikaans kerkhof van Colleville-sur-Mer (plot F - rij 15 - graven 11 en 12). Naast deze twee broers, liggen er nog 41 broederparen begraven op dit kerkhof. De namen van de hoofdrolspelers (Ryan en Miller) zijn niet lukraak gekozen, maar zijn de meest voorkomende namen op dit kerkhof. Overigens is Fritz Niland de link tussen Saving Private Ryan en Band of Brothers: Niland was sinds zijn jeugd bevriend met Warren 'Skip' Muck, sergeant van Easy Company en een van de hoofdpersonages in Band of Brothers.

## Filmmuziek
De muziek van Saving Private Ryan werd gecomponeerd door John Williams.

## Trivia
- De rol van Vin Diesel werd er naderhand pas bijgeschreven nadat Spielberg Diesel in een van zijn vorige films zag.
- De opnamelocatie van de invasie van Normandië werd veranderd van Groot-Brittannië naar Ierland omdat het Britse Ministerie van Defensie de enorme hoeveelheden soldaten die Spielberg nodig had niet kon of wilde leveren.
- Mel Gibson en Harrison Ford werden ook gezien als kanshebber voor de rol van Captain John Miller. Hanks kreeg uiteindelijk de rol. Edward Norton werd de rol aangeboden voor Private Ryan, maar hij weigerde.
- Spielberg verlaagde de hoeveelheid kleur van de film met 60% om artistieke redenen. Toen de twee satellietmaatschappijen DirecTV en Dish en diverse kabelmaatschappijen de film uitzonden dachten veel kijkers dat er storing was bij hun maatschappij. De televisiemaatschappijen zelf besloten daarop de kleurwaarde weer wat omhoog te schroeven.
- In totaal worden er 206 personen doodgeschoten in deze film.
- In de Duitse nagesynchroniseerde versie besloot een van de stemacteurs (een Duitse veteraan die daadwerkelijk betrokken was geweest bij de invasie van Normandië) te stoppen met zijn taak, vanwege het realisme en om emotionele redenen.